# Ogoué
Az Ogoué (avagy Ogooué, Ogowe) folyó Nyugat-Közép-Afrikában, Gabon fő folyója. Vízgyűjtője kiterjed csaknem az egész Gabonra, mellékfolyói pedig elérik a Kongói Köztársaságot, Kamerunt és Egyenlítői Guineát.

## Jellemzői
Az Ogoué 1200 km-es hosszúságával nem tartozik a világ leghosszabb folyói közé. A Kongói Köztársaságban, a Bateke-fennsík északnyugati részén ered, onnan északnyugat felé folyik, majd nyugatra. Port Gentiltől délre ömlik a Guineai-öbölbe. A deltája nagy, száz kilométer hosszú és száz kilométer széles. Teljes vízgyűjtő területe 223,856 négyzetkilométer, többnyire háborítatlan erdők és némi fűvidék. A vízgyűjtőben az átlagos népsűrűség mindössze 4 ember egy km²-re.
Az Ogoué majdnem teljes hosszában hajózható, Gabon fő kereskedelmi artériája. A folyó menti fontos városok: Loanda, Lambarene, Ndjole, Booué, Kankan, Ndoro, Lastoursville, Moanda és a kongói határ közelében Franceville.
A folyóban háromféle krokodil él: a nílusi krokodil, a törpekrokodil és a csőrös krokodil.
Az első európai felfedező ebben a régióban, Pierre Savorgnan de Brazza, először az 1870-es években utazott ide. Mostanában is sok expedíció indul az északi mellékfolyók vidékeire és a Kongó folyó nyugati mocsárvidékére, miután bennszülöttek visszatérően dinoszauruszhoz hasonló lények felbukkanásáról számoltak be.

## Mellékfolyói
- Abanga
- Iyinda / Ayina
  - Djadie
  - Djoua
  - Liboumba
  - Mounianze
  - Oua
- Lekoni
- Leyou
- Lolo
- Myoung
- Ngounie
  - Ikoy
- Sebe

## Külső hivatkozások
- Gabon nemzeti parkjainak honlapja (angolul)